# Farmsen (Schellerten)

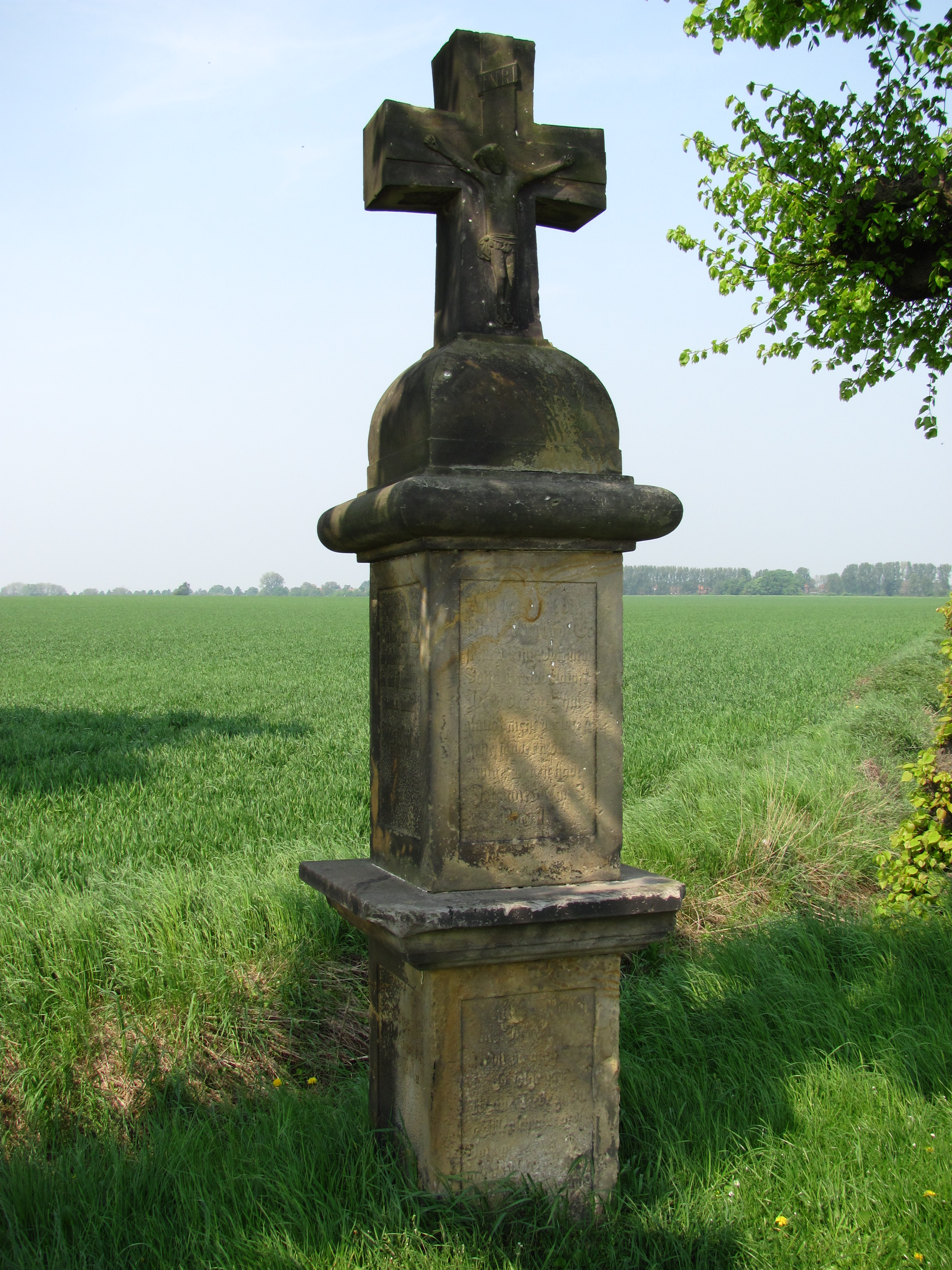
Flurkreuz (1856) an der Straße nach Kemme

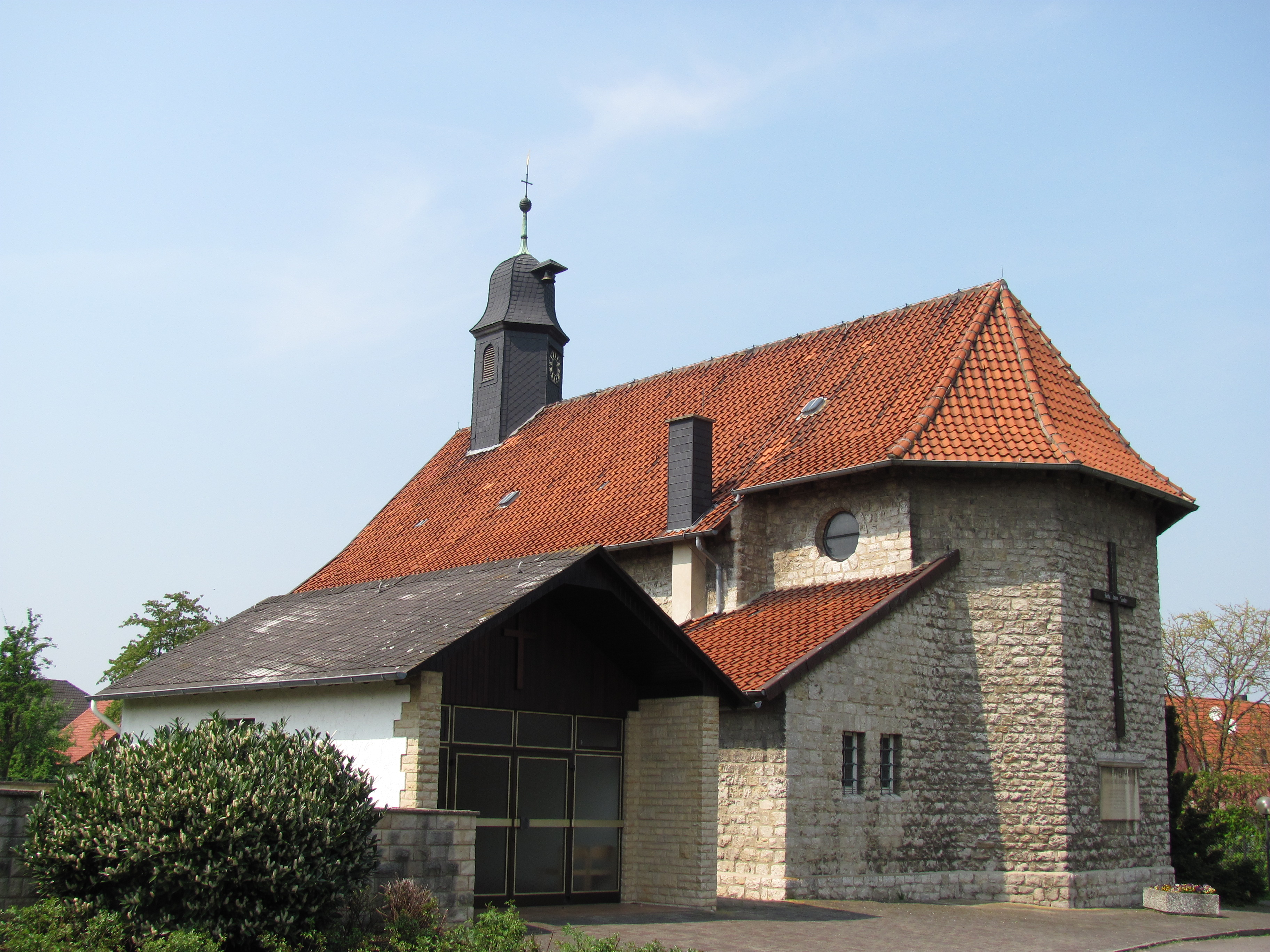
Kirche (rechts) und Friedhofskapelle

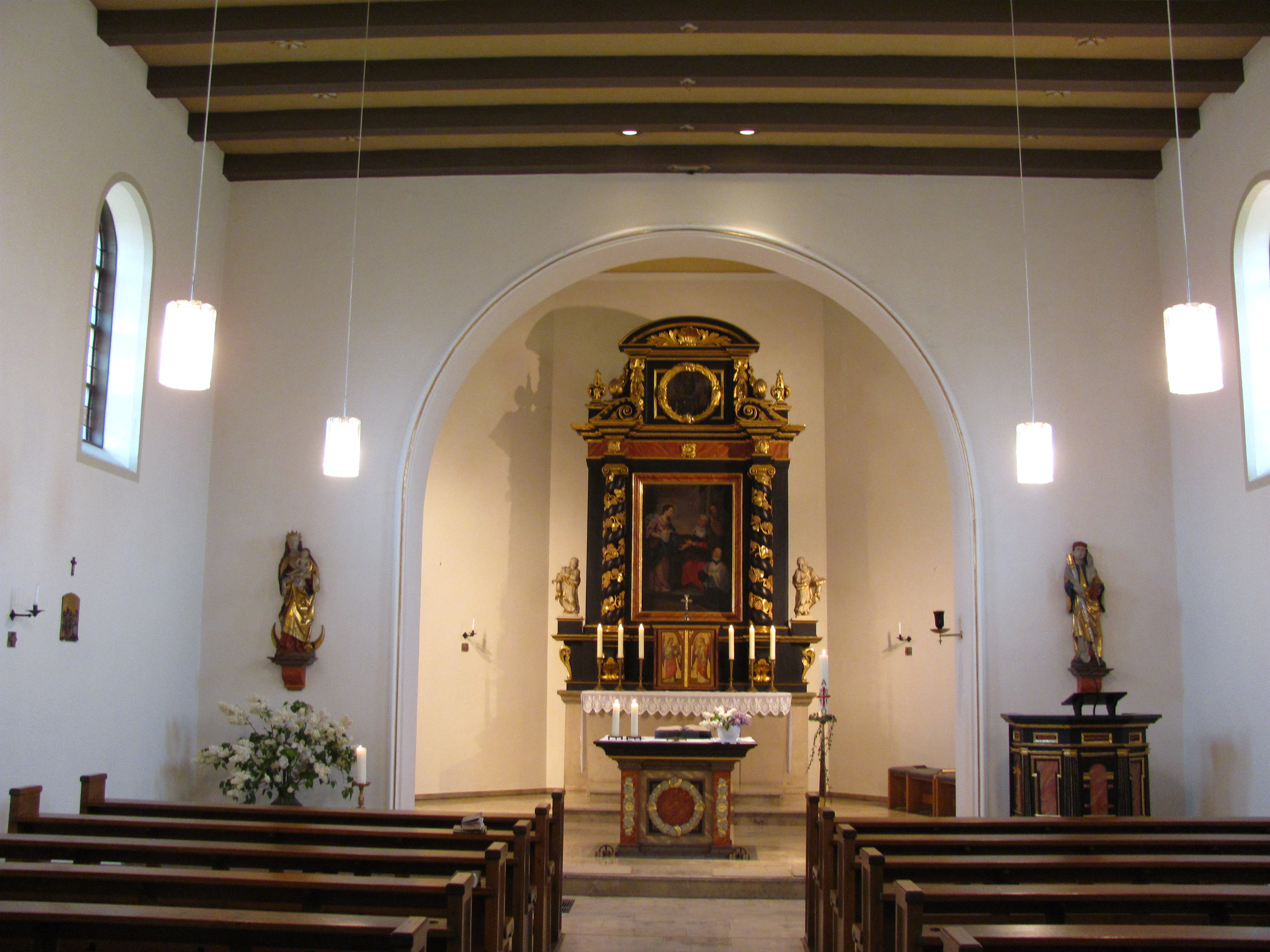
Inneres der Kirche

Farmsen ist eine Ortschaft der Gemeinde Schellerten im Landkreis Hildesheim in Niedersachsen. Der Ort liegt inmitten der Hildesheimer Börde im Viereck der Ortschaften Dinklar, Schellerten, Dingelbe und Ottbergen.

## Geschichte
Farmsen entstand an einer Heerstraße, die von Hildesheim nach Wolfenbüttel führte. Noch zu Beginn des 19. Jahrhunderts wurde ein Gebiet nördlich der Straße von Farmsen nach Dingelbe „Heerstraßenfeld“ genannt. Der erste bekannte Name des Ortes ist Vermessen, der im Jahr 1151 zum ersten Mal in einer Urkunde erwähnt wurde. In dieser Urkunde bestätigte Bischof Bernhard von Hildesheim einem Stift in Moritzberg Grundbesitz in Farmsen. Der größte Teil des Gebietes gehörte im 13. Jahrhundert und in der folgenden Zeit dem Magdalenenkloster in Hildesheim. Erst nach der Säkularisation ging der Boden in den Besitz der Farmser Bauern über.
Das Spinnrad im Ortswappen erinnert an den Anbau und die Verarbeitung von Flachs, durch den früher viele Menschen ihren Lebensunterhalt verdienten.
Am 3. September 1367 fand zwischen Farmsen und dem weiter westlich gelegenen Dinklar zwischen einer Welfenallianz und dem Hochstift Hildesheim die Schlacht von Dinklar statt. Noch heute wird die Feldmark zwischen Farmsen und Dinklar manchmal „Streitacker“ genannt.
Durch Herzog Adolf von Holstein wurde 1556 in Farmsen die Reformation eingeführt, doch traten ab 1643 immer mehr Einwohner des Ortes wieder zum katholischen Glauben über.
1810 zählte man in Farmsen 151 Einwohner in 21 Häusern. In der 2. Hälfte des 19. Jahrhunderts wurde in Farmsen eine heute nicht mehr bestehende Ziegelei gegründet, die zusammen mit der Landwirtschaft das Leben im Ort bis weit ins 20. Jahrhundert bestimmte. Die Ziegelei wurde 1946 von der Stadt Hildesheim übernommen und 1974 aufgelöst.
Am 1. März 1974 wurde Farmsen in die Gemeinde Schellerten eingegliedert.
Von den 255 Einwohnern sind 161 katholisch, 57 evangelisch-lutherisch, 37 gehören anderen oder keinen Religionsgemeinschaften an.

## Sehenswürdigkeiten
- Mehrere Flurkreuze in Farmsen weisen auf die katholische Tradition des Ortes hin. Ein besonders gut erhaltenes Flurkreuz aus dem Jahre 1856 erhebt sich an der Straße nach Kemme. In seine Basis ist auffallend viel Text eingemeißelt, unter anderem findet sich hier die Erläuterung, dass die Katholiken nicht das Kreuz selbst anbeten, sondern den Gekreuzigten.
- Die katholische Kirche Unbefleckte Empfängnis Mariä wurde von Mai – November 1936 nach den Plänen des Hildesheimer Architekten Heinrich Stübe an Stelle einer abgebrochenen, dem Hl. Godehard geweihten Vorgängerkirche errichtet und stammt also aus einer Zeit, in der in Deutschland nur wenige Kirchenbauten entstanden. Die Kirche wurde am 30. November 1936 durch den Hildesheimer Bischof Joseph Godehard Machens geweiht. Sie ähnelt sehr dem Vorgängerbau, wurde aus Bruchsteinen errichtet und hat statt eines Kirchturmes einen mit Schiefer verkleideten Dachreiter sowie ein Satteldach. Über der Apsis im Osten der Bauwerkes wurde ein Zeltdach erbaut. Die dort angebrachten Sterne wurden vom ortsansässigen, verstorbenen Schmiedemeister Konrad Brunke angefertigt. Die Kirche, in der regelmäßig Gottesdienste stattfinden, gehört zur Pfarrei St. Nikolaus in Ottbergen. Im Innern der Kirche fallen vor allem der barocke Hochaltar und die 1986 zu einem erhöhten Podest umgestaltete barocke Kanzel aus dem 17. Jahrhundert auf[6]. Ebenfalls sind zwei spätgotische, um 1505 geschnitzte Statuen aus Lindenholz aus der Vorgängerkirche beachtenswert[7]. Die links vor dem Altar aufgestellte Statue, eine sog. Mondsichelmadonna, stellt Maria dar, die rechte, über der Kanzel angebrachte Statue den Hl. Godehard. Auch die reich verzierte Kanzel und der Altar wurden aus der Vorgängerkirche übernommen, ebenso wie das Kreuz an der Westwand aus dem 18. Jahrhundert. Die Kirche bietet etwas über 100 Sitzplätze.
- Die Farmser Tonkuhle unweit nördlich des Ortes ist ein anerkanntes Naturschutzgebiet, das vom Ornithologischen Verein Hildesheim gepflegt wird.

## Politik
Ortsvorsteherin ist Melanie Ricke.

## Verkehrsverbindungen
Montags bis freitags sowie an Samstagen ist Farmsen mehrmals täglich über eine Buslinie mit Hildesheim sowie mit Dinklar, Bettmar und anderen Ortsteilen der Gemeinde Schellerten verbunden.